# Distance (JUJUの曲)
「Distance」（ディスタンス）は、JUJUの24枚目のシングル。2013年9月18日にソニー・ミュージックアソシエイテッドレコーズから発売された。

## 概要
タイトル曲「Distance」はMBS・TBS系アニメ『宇宙戦艦ヤマト2199』エンディングテーマ。カップリングには大沢伸一が作編曲・プロデュースを手がけた「Heart Beat」、アメリカのR&Bシンガー・ジョーのカバー「All The Things（Your Man Won't Do）」を収録。

## 収録曲
1. Distance
作詞・作曲：高木洋一郎 / 編曲：坂本昌之
MBS・TBS系アニメ『宇宙戦艦ヤマト2199』エンディングテーマ
2. Heart Beat 
作詞：中村達史 /作曲・編曲：大沢伸一
3. All The Things (Your Man Won't Do)
作詞・作曲：Joshua Paul Thompson, Joe L. Thomas, Michele Williams / 編曲：POCHI
アメリカのR&Bシンガー・ジョーのカバー
4. Distance  -Instrumental-

## チャート成績
9月30日付のオリコン週間ランキングでは14位にランクインした。また、ビルボードのHot Animationにおいて1位を獲得した。